# Yuzuru Yoshimura
Yuzuru Yoshimura (吉村 弦 Yoshimura Yuzuru?), född 21 maj 1996 i Osaka prefektur, är en japansk fotbollsspelare.
Yoshimura började sin karriär 2019 i AC Nagano Parceiro.